# Şalom
Şalom (em hebraico: שלום, "Paz") é um jornal semanal de notícias judeu-turco, fundado em 29 de outubro de 1947 e sediado em Istambul. É publicado em turco, e tem uma página publicada em ladino (judeu-espanhol), e visa o público judeu da grande área metropolitana da cidade.
Foi fundado pelo jornalista judeu-turco Avram Leyon, proprietário da empresa de mídia, Gözlem Gazetecilik Basın ve Yayın A.Ş., e tem uma tiragem semanal do jornal que não excede os 5.000 exemplares (2005).
Seu presidente é İvo Molinas, e o editor-chefe é Yakup Barokas. Sua redação e oficina gráfica estão situadas na Atiye Sokak, Polar Apt. No 12/6, 34204 Teşvikiye, Istambul, Turquia.
Tem também uma página de Internet em turco e em ladino.

## Colunistas
- Yakup Barokas
- İvo Molinas
- Doğan Levent
- Vedat Levent
- Batya Kebudi
- Eli Kebudi
- Beril Elhadef
- Betül Benarditi
- İzi Darsa
- Erol Güney
- Alev Seren